# FC Rosengård (féminines)
Ne pas confondre avec FC Rosengård, l'équipe masculine du même club
Maillots
Actualités
Le FC Rosengård, anciennement Malmö FF Dam (1970-2007) puis LdB FC Malmö (2007-2013), est un club suédois féminin de football fondé en 1970 et basé à Malmö.
Le club joue en première division féminine et remporte le championnat 13 fois, la dernière fois en 2022. Le FC Rosengård dispute ses matchs à domicile au Malmö IP (en) à Malmö.

## Historique

Logo du LdB FC Malmö.

Le 7 septembre 1970, le club de football masculin du Malmö FF prend la décision de créer une équipe féminine. Celle-ci est nommée Malmö FF Dam. L'équipe remporte le championnat de Suède en 1986, 1990, 1991, 1993 et 1994, ainsi que la Coupe de Suède de football féminin en 1990 et 1997.
La milieu brésilienne Formiga passe par le Malmö FF entre 2004 et 2005 pour sa première expérience en Europe.
Début 2007, l'équipe féminine est menacée de banqueroute. Elle est alors reprise en avril 2007 par la société Hardford AB, spécialisée dans les cosmétiques, et son président Kent Widding Persson, qui investit 25,5 millions SEK sur trois ans et donne au club le nom de sa marque Lait de Beauté. Le club prend ainsi son indépendance du Malmö FF et est rebaptisée LdB FC Malmö le 11 avril 2007.
Le club remporte le championnat de Suède 2010, ce qui lui permet de participer à la Ligue des champions féminine de l'UEFA 2011-2012. L'attaquante allemande Anja Mittag et la milieu islandaise Sara Björk Gunnarsdóttir rejoint le club.
Le club remporte à nouveau le championnat en 2013, puis conserve son titre l'année suivante. La brésilienne Marta arrive en 2014 en provenance du Tyresö FF. Elle marquera l'histoire du club avec 110 buts en cinq saisons.
Rosengård chute en quarts de finale de la Ligue des Champions 2014-2015 en étant éliminée par le VfL Wolfsbourg au nombre de buts marqués à l'extérieur. L'attaquante suisse Ramona Bachmann quitte le club suédois pour rejoindre son bourreau allemand. Therese Sjögran met un terme à sa carrière de joueuse pour devenir directrice sportive du club. La Canadienne Josée Bélanger rejoint le club après la Coupe du Monde.
En 2015, le club remporte la coupe de Suède, conserve son titre national, puis atteint les quarts de finale de la Ligue des Champions 2015-2016, où il perd aux tirs-au-but face au 1. FFC Francfort. Pendant cette saison 2016, le club remporte la Supercoupe et la Coupe de Suède, mais finit deuxième en championnat. Sara Björk Gunnarsdóttir quitte le club pour rejoindre Wolfsbourg. L'attaquante camerounaise Gaëlle Enganamouit décroche le Ballon d'Or africain et termine meilleure buteuse du championnat, avant d'aller en Chine jouer au Dalian Quanjian.
À l'été 2016, Lotta Schelin, meilleure buteuse de l'histoire de la sélection suédoise, quitte l'Olympique Lyonnais, dont elle est alors également la meilleure buteuse de l'histoire, pour venir à Rosengård. Après des débuts réussis, elle est victime de blessures et finit par arrêter sa carrière en 2018.
En 2017, la Néerlandaise Lieke Martens est nommée FIFA Player Of The Year, mais quitte le club pour rejoindre le FC Barcelone, qui vient d'éliminer Rosengård en quarts de finale de Ligue des Champions. Au même moment, l'attaquante Marta rejoint l'Orlando Pride et la défenseure Emma Berglund rejoint le Paris Saint-Germain. Anja Mittag fait elle son retour au club, après deux années au PSG et à Wolfsbourg, et devient la première joueuse de l'histoire à passer la barre des 50 buts en Ligue des Champions. La capitaine de l'équipe de Suède Caroline Seger revient également au club après avoir évolué à Tyresö, au PSG et à l'OL. Le club remporte la coupe de Suède en battant Linköpings en finale.
En 2018, le club occupe la première place du championnat à une journée de la fin, mais s'incline contre Göteborg et termine finalement troisième de la compétition remportée par le Piteå IF, échouant du même coup à se qualifier pour la Ligue des Champions.
En 2019, la Croate Iva Landeka quitte Rosengård pour rejoindre Montpellier. Anja Mittag devient entraîneuse-joueuse du RB Leipzig en Division Régionale allemande. Rosengård retrouve son titre en Damallsvenskan.
En 2020, Rosengård finit à la deuxième place du championnat derrière le FC Göteborg. Malin Levenstad arrête sa carrière de joueuse et quitte le poste d'entraîneur-adjointe qu'elle occupait au club pour rejoindre l'encadrement du Linköpings. Sofie Svava s'engage avec Wolfsbourg.

## Palmarès
- Championnat de Suède (14)
  - Champion en 1986, 1990, 1991, 1993, 1994, 2010, 2011, 2013, 2014, 2015, 2019, 2021, 2022 et 2024.
- Coupe de Suède (6)
  - Vainqueur en 1990, 1997, 2016, 2017 et 2018 et 2022.
  - Finaliste en 2003 et 2015.
- Supercoupe de Suède (4)
  - Vainqueur en 2011, 2012, 2015 et 2016.

## Parcours en Coupe d'Europe
En 2003, Umeå IK étant déjà qualifié pour la Coupe d'Europe en tant que tenant du titre, le Malmö FF est également qualifié grâce à sa deuxième place en championnat. Le club réalise alors ce qui reste sa meilleure performance avec une demi-finale perdue face au 1. FFC Francfort.
Malmö revient en Europe dans les années 2010, mais ne dépasse jamais les quarts de finale.
| Saison    | Tour                      | Adversaire            | Aller | Retour            | Score total |
| --------- | ------------------------- | --------------------- | ----- | ----------------- | ----------- |
| 2003-2004 | Phase de groupes          | FC United             | 3 - 0 | 3 - 0             | 3 - 0       |
| 2003-2004 | Phase de groupes          | Maccabi Holon FC      | 6 - 1 | 6 - 1             | 6 - 1       |
| 2003-2004 | Phase de groupes          | FC Legenda Tchernihiv | 3 - 0 | 3 - 0             | 3 - 0       |
| 2003-2004 | 1/4 finale                | Kolbotn Fotball       | 2 - 0 | 1 - 0             | 2 - 1       |
| 2003-2004 | 1/2 finale                | 1. FFC Francfort      | 0 - 0 | 4 - 1             | 1 - 4       |
| 2011-2012 | 1/16 finale               | UPC Tavagnacco        | 2 - 1 | 5 - 0             | 6 - 2       |
| 2011-2012 | 1/8 finale                | SV Neulengbach        | 1 - 3 | 1 - 0             | 4 - 1       |
| 2011-2012 | 1/4 finale                | 1. FFC Francfort      | 1 - 0 | 3 - 0             | 1 - 3       |
| 2012-2013 | 1/16 finale               | MTK Budapest          | 0 - 4 | 6 - 1             | 10 - 1      |
| 2012-2013 | 1/8 finale                | ASD AGSM Vérone       | 1 - 0 | 0 - 2             | 3 - 0       |
| 2012-2013 | 1/4 finale                | Olympique Lyonnais    | 5 - 0 | 0 - 3             | 0 - 8       |
| 2013-2014 | 1/16 finale               | Lillestrøm SK         | 1 - 3 | 5 - 0             | 8 - 1       |
| 2013-2014 | 1/8 finale                | VfL Wolfsbourg        | 1 - 2 | 3 - 1             | 2 - 5       |
| 2014-2015 | 1/16 finale               | Riazan VDV            | 1 - 3 | 2 - 0             | 5 - 1       |
| 2014-2015 | 1/8 finale                | Fortuna Hjørring      | 2 - 1 | 0 - 2             | 3 - 1       |
| 2014-2015 | 1/4 finale                | VfL Wolfsbourg        | 1 - 1 | 3 - 3             | 4 - 4e      |
| 2015-2016 | 1/16 finale               | PK-35 Vantaa          | 0 - 2 | 7 - 0             | 9 - 0       |
| 2015-2016 | 1/8 finale                | ASD AGSM Vérone       | 1 - 3 | 5 - 1             | 8 - 2       |
| 2015-2016 | 1/4 finale                | 1. FFC Francfort      | 0 - 1 | 0 - 1 (4 - 5 tab) | 1 - 1       |
| 2016-2017 | 1/16 finale               | Breiðablik Kopavogur  | 0 - 1 | 0 - 0             | 1 - 0       |
| 2016-2017 | 1/8 finale                | SK Slavia Prague      | 1 - 3 | 3 - 0             | 6 - 1       |
| 2016-2017 | 1/4 finale                | FC Barcelone          | 0 - 1 | 2 - 0             | 0 - 3       |
| 2017-2018 | 1/16 finale               | Olimpia Cluj          | 0 - 1 | 4 - 0             | 5 - 0       |
| 2017-2018 | 1/8 finale                | Chelsea LFC           | 3 - 0 | 0 - 1             | 0 - 4       |
| 2018-2019 | 1/16 finale               | Riazan VDV            | 0 - 1 | 2 - 0             | 3 - 0       |
| 2018-2019 | 1/8 finale                | SK Slavia Prague      | 2 - 3 | 0 - 0             | 2 - 3       |
| 2020-2021 | 1/16 finale               | WFC Lantchkhouti      | 0 - 7 | 10 - 0            | 17 - 0      |
| 2020-2021 | 1/8 finale                | SKN St. Pölten Frauen | 2 - 2 | 0 - 2             | 4 - 2       |
| 2020-2021 | 1/4 finale                | Bayern Munich         | 3 - 0 | 0 - 1             | 0 - 4       |
| 2021-2022 | 2e tour de qualifications | TSG 1899 Hoffenheim   | 0 - 3 | 3 - 3             | 3 - 6       |
| 2023-2022 | 2e tour de qualifications | Rosenborg BK          | 1 - 1 |                   |             |